# Netoličtí z Eisenberka
Netoličtí z Eisenberka byli český šlechtický rod povýšený z městského stavu původem z Netolic.

## Historie rodu
Václav Netolický byl lesmistr budějovických lesů. Spolu s bratrem Tomášem obdrželi majestátem daným dne 22. dubna 1599 z říšské kanceláře erb a přídomek z Eisenberka. Václav byl v roce 1614 královským solním úředníkem v Týně nad Vltavou a žil ještě v roce 1634.
Jeho potomek Ferdinand František dostal majestátem vydaným 10. dubna 1660 rytířský stav království českého a vyženil jmění s Dorotou Alžbětou ze Schneeberka, která roku 1669 zdědila po bratrovi Přehořov a Kvasejovice. František zemřel roku 1684. Dorota byla po druhé vdaná Felnárová od roku 1691.
Václavovi mladší synové Tomáš, Karel a Leopold († 1730) byli vojáky a zemřeli bez dědiců. Nejstarší syn Václav Antonín zakoupil v roce 1691 Přehořov. Byl také vojákem a hejtmanem Bechyňského kraje. Jeho první manželkou byla Johanka Markéta z Funken, která zemřela v roce 1705. Druhou jeho manželkou byla Máří Majdaléna de Fours, ovdovělá Kořenská. Zemřela roku 1731. S druhou manželkou Václav Antonín roku 1717 přikoupil Brandlín. Zemřel roku 1726. Z druhého manželství se narodil syn Jan Pavel, který byl vojákem a zemřel roku 1735 v slavonském Oseči.
Václav Kazimír, jeho starší bratr narozený roku 1700 v Přehořově, se oženil roku 1729 s Reginou de Saint-Martin a ujal se Přehořova. Nejprve sloužil na Sicílii a od roku 1725 byl hejtmanem Bechyňského kraje, od roku 1738 purkrabím Hradeckého kraje, od roku 1739 podkomořím a od roku 1740 komerčním radou. Pro své zásluhy a zkušenosti v úředních věcech byl povýšen 26. října 1741 do panského starožitného rodu. V roce 1749 se stal presidentem královské reprezentace a komory, dvorským sudím a generálním válečným komisařem. Dne 2. ledna 1759 byl povýšen do hraběcího stavu Království českého.
Kromě Lochovic držel hrad Kost, z něhož učinil dědičný statek pro rodinu. Jeho jediný syn Jan Adam, byl hejtmanem Budějovického kraje a zemřel v Praze roku 1769 bez potomků. Lochovice po něm držela manželka Marie Walburga, rozená hraběnka Bredová, která zemřela v roce 1793. Kost se dostala synovci hraběti Antonínovi Vratislavovi z Mitrovic (1756–1791), synovi starší sestry Terezie (1736–1760), jenž jméno a erb Netolických z Eisenberka připojil ke svému jménu. Mladší sestra Terezie Alžběta vdaná Quasco z Clavieru držela Konárovice, kde zemřela 14. dubna 1813.